# UFC Fight Night: Stevenson vs Guillard
UFC Fight Night: Stevenson vs. Guillard (noto anche come UFC Fight Night 9) è stato un evento tenutosi il 5 aprile 2007 al Palms Casino Resort a Las Vegas, Nevada.

## Risultati

### Card preliminare
- Incontro categoria Pesi Leggeri:  Thiago Tavares contro  Naoyuki Kotani

Tavares sconfisse Kotani per decisione unanime (30-27, 30-27, 30-27).
- Incontro categoria Pesi Welter:  Roan Carneiro contro  Rich Clementi

Carneiro sconfisse Clementi per decisione unanime (30-27, 30-27, 30-27)
- Incontro categoria Pesi Welter:  Kuniyoshi Hironaka contro  Forrest Petz

Hironaka sconfisse Petz per decisione unanime (30-27, 30-27, 29-28)
- Incontro categoria Pesi Leggeri:  Kurt Pellegrino contro  Nate Mohr

Pellegrino sconfisse Mohr per sottomissione (ankle lock) a 2:58 del primo round.
- Incontro categoria Pesi Welter:  Drew Fickett contro  Keita Nakamura

Fickett sconfisse Nakamura per decisione unanime (29-27, 29-27, 30-26).
- Incontro categoria Pesi Mediomassimi:  Wilson Gouveia contro  Seth Petruzelli

Gouveia sconfisse Petruzelli per sottomissione (ghigliottina) a 0:39 del secondo round.

### Card principale
- Incontro categoria Pesi Leggeri :  Kenny Florian contro  Dokonjonosuke Mishima

Florian sconfisse Mishima per sottomissione (strangolamento da dietro) a 3:57 del terzo round.
- Incontro categoria Pesi Massimi:  Justin McCully contro  Antoni Hardonk

McCully sconfisse Hardonk per decisione unanime (30-27, 30-27, 30-27)..
- Incontro categoria Pesi Leggeri :  Joe Stevenson contro  Melvin Guillard

Stevenson sconfisse Guillard per sottomissione (ghigliottina) a 0:27 del primo round.